# 艾琳·曼顿
艾琳·曼顿（英語：Irene Manton，1904年4月17日—1988年5月31日）是一位英国女性植物学家，利兹大学教授，1961年当选皇家学会会士，1969年获林奈奖章，1973–1976年间任倫敦林奈學會会长。

## 个人生活
艾琳·曼顿的姐姐是昆虫学家西德妮·曼顿，1948年皇家学会会士，姐夫是动物学家J·P·哈定。